# Phaenospermatideae
Phaenospermatideae  é uma tribo da subfamília Pooideae.

## Gêneros
- Phaenosperma